# Flughafen Norman Manley International

i8
i11
i13
Der Norman Manley International Airport (zuvor Palisadoes Airport, IATA-Code: KIN, ICAO-Code: MKJP) ist der internationale Verkehrsflughafen von Kingston, der Hauptstadt Jamaikas. Er ist mit 1,4 Millionen Passagieren im Jahr 2014 der zweitgrößte Flughafen des Landes nach Montego Bay und dient als Drehkreuz für Caribbean Airlines, Fly Jamaica Airways und Skylan Airways.
Der Flughafen befindet sich etwa vier Kilometer südlich von Kingston auf einer der Küste vorgelagerten Landzunge und fertigt bis zu 130 internationale Flüge pro Woche ab. Neben zahlreichen Verbindungen innerhalb der Karibik sowie nach Nordamerika, darunter nach Havanna, Nassau, Miami und New York, bietet derzeit British Airways mit Verbindungen nach Gatwick auch Direktflüge zu einem Ziel in Europa.
Bis 2003 wurde der Flughafen, der mit rund 3500 Mitarbeitern einer der wichtigsten Arbeitgeber Kingstons ist, von der Airports Authority of Jamaica verwaltet, bis diese die Aufgabe für 30 Jahre an ihre Tochter NMIA Airports Limited übertrug.

## Zwischenfälle
- Am 26. November 1962 verunglückte eine Curtiss C-46A der kolumbianischen Lineas Aereas La Urraca (Luftfahrzeugkennzeichen HK-354X) auf ihrem Überführungsflug von Fairbanks (Alaska) über Miami nach Bogota beim Zwischenstopp in Kingston (Jamaika). Das Flugzeug war mit vier Reservetriebwerken und anderen Ersatzteilen schwer beladen. Nach einem langen Startlauf auf dem Flughafen Jamaika-Palisadoes kollidierte die Maschine drei Minuten nach dem Abheben während einer flachen Steigflugkurve in einer Höhe von nur rund 200 Metern mit dem Hügel Port Henderson Hill und fing Feuer. Alle 3 Insassen, der einzige Pilot und die beiden Passagiere, von denen einer im Cockpit saß, wurden getötet.[2]

- Am 13. September 1967 fiel an einer Curtiss C-46F-1-CU Commando der US-amerikanischen Capitol Airways (N1309V) kurz nach dem Abheben vom Flughafen Kingston ein Triebwerk aus. Die Piloten führten mit dem mit 5 Tonnen Kleidung beladenen Flugzeug 1200 Meter hinter der Startbahn eine Notwasserung durch. Alle vier Insassen, die beiden Piloten und zwei Passagiere, überlebten den Unfall.[3]

- Am 20. Juli 1979 stürzte eine Douglas DC-6A der US-amerikanischen Kimex Inc. (N43865) beim zweiten Landeversuch auf dem Flughafen Kingston ab. Beim ersten Versuch des mit Hühnereiern aus Florida beladenen Flugzeugs musste wegen zu großer Anflughöhe durchgestartet werden. Beim zweiten Anlauf flog die Maschine 1,5 Kilometer vor der Landebahn in das dort etwa 3 Meter tiefe Meer. Von den vier Besatzungsmitgliedern, den einzigen Insassen auf dem Frachtflug, kamen zwei ums Leben.[4]